# Liste deutscher Adelsgeschlechter/O
| Name                                     | Zeitraum                    | Anmerkungen | Wappen                        |
| ---------------------------------------- | --------------------------- | --- | ----------------------------- |
| O’Byrn                                   | ab 12. Jh.                  | irischstämmiges sächsisches Adelsgeschlecht |                               |
| O’Donell von Tyrconell                   | ?                           | altes, ursprünglich irisches, sodann spanisches, französisches und österreichisches Adelsgeschlecht; 1763 österreichische Anerkennung Grafenstand |                               |
| O’Rourke                                 | seit 5. Jh.                 | aus Irland stammendes, später u. a. in Russland und Estland ansässiges Adelsgeschlecht |                               |
| Oberg                                    | seit 1189                   | Hildesheimer und Altmärkischen Uradel; 1861 im gräflichen Mannesstamm erloschen; Nebenlinien blühen bis heute |                               |
| Oberhaim                                 | seit 1235                   | oberösterreichisch-bayerisches Adelsgeschlecht mit Stammsitz in Oberham bei Hohenzell |                               |
| von dem Oberhaus genannt Lebbinck        | bis 15. Jh.                 | erloschenes westfälisches Adelsgeschlecht |                               |
| Oberländer                               | ?                           | vogtländisches, oberlausitzer und bayerisches Adelsgeschlecht |                               |
| Oberndorff                               | ab 1244                     | oberpfälzisches Adelsgeschlecht; 1790 Reichsgrafenstand |                               |
| Obernitz                                 | seit 1258                   | vogtländisches Uradelsgeschlecht; 1695 Reichsfreiherrenstand |                               |
| Oberstein                                | 1075–1683                   | südwestdeutsches Uradelsgeschlecht |                               |
| Obodriten (Mecklenburg)                  | seit ca. 1100               | Mecklenburgisches Fürstenhaus, das von westslawischen Fürsten abstammt |                               |
| Obstfelder                               | ?                           | mitteldeutsches Adelsgeschlecht |                               |
| Ochs von Gunzendorf                      | 1289–1583                   | fränkisches Adelsgeschlecht |                               |
| Ochsenstein                              | 1186–1485                   | erloschenes, elsässisches Adelsgeschlecht |                               |
| Odkolek von Augezd                       | ab 1398                     | böhmisches Adelsgeschlecht, das sich auch in Mähren, Österreich, Schlesien und Preußen ausbreitete; 1680 böhmischer Freiherrenstand |                               |
| Oebschelwitz                             | ?                           | osterländisches Adelsgeschlecht, das im Königreich Polen in den Freiherrenstand erhoben worden ist |                               |
| Oechlitz                                 | 1286 bis um 1571            | altritterliche thüringisch-sächsische Adelsfamilie |                               |
| Oefte                                    | bis 17. Jh.                 | erloschenes rheinländisch-westfälisches Adelsgeschlecht |                               |
| Oel                                      | bis ca. 1750                | erloschenes westfälisches Adelsgeschlecht |                               |
| Oelhafen von Schöllenbach                | seit 1363                   | Patrizierfamilie der Freien Reichsstadt Nürnberg |                               |
| Oelsen                                   | seit 1259                   | preußisch-baltisches Adelsgeschlecht |                               |
| Oelsnitz                                 | seit 1212                   | böhmisch-meißnisches Uradelsgeschlecht |                               |
| Oer                                      | seit 1204                   | westfälisches Uradelsgeschlecht; 1677 Reichsfreiherrenstand |                               |
| Oertzen                                  | seit 1192/1260              | mecklenburgisches Uradelsgeschlecht; 1733 dänischer Grafenstand, 1792 Reichsgrafenstand |                               |
| Oest a. d. H. Driesen                    | seit 1405                   | preußisch-kurländisches Adelsgeschlecht |                               |
| Oettingen                                | seit 1147                   | edelfreies fränkisches und schwäbisches Grafengeschlecht |                               |
| Oettingen (1687)                         | Ende 15. Jahrhundert        | ursprünglich aus Westfalen stammendes, deutsch-baltisches Adelsgeschlecht; Nobilitierung erfolgte 1687 |                               |
| Oeynhausen                               | seit 1237                   | westfälisches Uradelsgeschlecht; freiherrliche Linie: 1874 preußische Anerkennung des Freiherrenstandes; gräfliche Linie: 1721 Reichsgrafenstand |                               |
| Offen                                    | seit 17. Jh.                | niedersächsisches Adelsgeschlecht | Stamm Schöllisch Stamm Entrup |
| Offenberg                                | seit 10. Jh.                | schweizerisch-baltisches Adelsgeschlecht |                               |
| Offerhaus                                | bis 1777/1820               | erloschenes westfälisches Patrizier- und Adelsgeschlecht |                               |
| Öffner                                   | seit 1209                   | fränkisches Adelsgeschlecht |                               |
| Ofteringen                               | seit 1240                   | süddeutsches Adelsgeschlecht in der Grafschaft Stühlingen |                               |
| Oheimb                                   | seit 1238                   | niedersächsisches, später westfälisch-schaumburgisches Uradelsgeschlecht, das sich auch nach Hessen und Sachsen ausbreitete |                               |
| Ohlen und Adlerskron                     | seit 1548                   | schlesisches Adelsgeschlecht |                               |
| Olberg                                   | seit 1829                   | preußisches Adelsgeschlecht |                               |
| Olden                                    | bis 17. Jh.                 | erloschenes westfälisches Adelsgeschlecht |                               |
| Oldenburg                                | seit 1091                   | norddeutsches Fürstengeschlecht |                               |
| Oldenburg                                | seit 1247                   | bremischer Uradel, 1262 in Mecklenburg, 1576 in Livland, 1694 im pommerisch-neumärkischen Grenzgebiet, 1730 in Vorpommern, im 18. Jahrhundert in Ostpreußen, 1797 Immatrikulation bei der Livländischen Ritterschaft (Nr. 276) |                               |
| Oldenesch (genannt Moyleke)              | 1259 bis ca. 1460           | erloschenes niedersächsisches Adelsgeschlecht |                               |
| Oldenesch (genannt Nutzhorn)             | 15. bis 18. Jh.             | erloschenes niedersächsisches Adelsgeschlecht |                               |
| Oldershausen                             | seit 1197                   | niedersächsisches Uradelsgeschlecht |                               |
| Olfers                                   | seit 1803                   | westfälisch-preußisches Briefadelsgeschlecht; 1803 Reichsadelsstand; 1805 preußische Anerkennung |                               |
| Omphal                                   | 1559–1863                   | erloschenes niederrheinisch-westfälisch-niederländisches Briefadelsgeschlecht; 1559 Adelsstand |                               |
| Ompteda                                  | seit 14. Jh.                | aus den Niederlanden stammendes friesländischen und niedersächsischen Adelsgeschlecht |                               |
| Ondarza                                  | seit 8. Jh.                 | spanisch-deutsches Adelsgeschlecht; 1896 Aufnahme in den deutschen Adel |                               |
| Op dem Hamme gen. von Schoeppingk        | seit 13. Jh.                | deutsch-baltisches Uradelsgeschlecht |                               |
| (Oppell) Oppeln-Bronikowski              | seit 1261                   | lausitzischer Uradel |                               |
| Oppen                                    | seit 1221                   | obersächsisch-märkisches Adelsgeschlecht mit zwei Nebenlinien |                               |
| Oppenfeld                                | seit 1859                   | preußisches Adelsgeschlecht |                               |
| Oppenheim                                | seit ca. 17. Jahrhundert    | aus Oppenheim in Rheinhessen stammendes Bankiersgeschlecht jüdischer Herkunft; 1867 österreichischer Adels-, 1868 preußischer Freiherrenstand |                               |
| Oppersdorff                              | seit 1321                   | schlesischer Uradel, seit 1969 heißt eine Linie Grafen von Oppersdorff Solms-Braunfels; 1554 erbländisch-österreichischen Freiherrenstand, 1601 böhmische Anerkennung, 1626 und 1635 Reichsgrafenstand, 1651 und 1652 böhmische Bestätigung, der seit 1700 geführte Grafentitel der böhmischen Linie wurde 1746 per kaiserliches Dekret anerkannt                                                                        |                               |
| Oranien-Nassau                           | seit dem frühen Mittelalter | regierendes Königshaus der Niederlande französisch-deutschen Ursprungs. |                               |
| Orgies-Rutenberg                         | seit 1296                   | baltisches Adelsgeschlecht |                               |
| Oriola                                   | seit 1355                   | preußisches Adelsgeschlecht portugiesischer Abstammung |                               |
| Orlikowski                               | ?                           | preußisches Adelsgeschlecht |                               |
| Orlow                                    | seit ca. 17. Jahrhundert    | aus Russland stammendes Geschlecht; 1762 russischer Grafenstand, 1763 römisch-deutscher Reichsfürstenstand; Immatrikulation bei der livländischen Ritterschaft 1765, bei der estländischen 1766; eine Linie 1796 mit russischem Adelsstand legitimiert, 1825 russischer Grafenstand, 1840 Immatrikulation bei der kurländischen Ritterschaft, 1856 russischer Fürstenstand, russische Anerkennung des Fürstentitels 1872 |                               |
| Orscelar                                 | ?                           | ursprünglich aus Flandern, vermutlich aus der Gegend um Delft, stammende Hugenottenfamilie, die zum Katholizismus konvertierte und später in Diensten der Markgrafen von Baden-Baden stand; 1627 vom Kaiser zu Freiherren von Staufenberg erhoben |                               |
| Orsini und Rosenberg (Orsini-Rosenberg)  | seit 1322                   | österreichisches Uradelsgeschlecht der südöstlichen Steiermark; den Meinhardiner entstammend und eines Stammes mit den Herren von Graben; 1633 Reichsfreiherrenstand; 1681 erblicher Reichsgrafenstand; 1790 Reichsfürstenstand (Primogenitur); nannten sich zunächst Rosenberg, ab 1683 Ursini-Rosenberg, |                               |
| Ortenburg (Bayern)                       | seit 1134                   | Dynastengeschlecht mit Ursprüngen aus Rheinfranken und Kärnten |                               |
| Ortenburg (Kärnten)                      | 1096–1418                   | reichsunmittelbares Grafengeschlecht in Kärnten |                               |
| Orth                                     | seit 2. Hälfte 15. Jh.      | Patrizierfamilie der Reichsstädte Heilbronn und Frankfurt |                               |
| Orth ab Hagen                            | seit 1267                   | westfälisches Uradelsgeschlecht |                               |
| Ortlieb                                  | 1260–1478                   | eine der ältesten Patrizierfamilien der Reichsstadt Nürnberg |                               |
| Ossenbruch                               | ab 13. Jh.                  | niederrheinisch-westfälisches Adelsgeschlecht |                               |
| Ostau                                    | seit 1380                   | preußisches Uradelsgeschlecht |                               |
| Ostein                                   | 1135–1809                   | erloschenes oberrheinisch-elsässisches Uradelsgeschlecht, 1712 Reichsgrafenstand, seit 1766 Reichsstandschaft im westfälischen Reichsgrafenkollegium |                               |
| von der Osten                            | seit 1219                   | niedersächsischer Uradel; Haus Plathe: 1888 preußischer Grafenstand; Haus Jannewitz: 1897 preußischer Grafenstand; württembergisches Haus: 1855 Württembergischer Freiherrenstand |                               |
| von der Osten-Sacken                     | seit 13. Jh.                | deutsch-baltisches Adelsgeschlecht; 1762 Reichsgrafen- und 1786 preußischer Fürstenstand, 1821 russischer Grafen- und 1832 Fürstenstand |                               |
| (Kynbe von) Ostendorp (genannt Bockemul) | 1296 bis Anfang 17. Jh.     | erloschenes sauerländisches Adelsgeschlecht |                               |
| (Vincke von) Ostenfelde                  | 1177–1527                   | erloschenes westfälisches Adelsgeschlecht |                               |
| Osterberg                                | ?                           | böhmisches Adelsgeschlecht, welches 1674 in den Ritterstand und 1739 von Kaiser Karl VI. in den Freiherrnstand erhoben wurde |                               |
| Osterhausen                              | seit 1200                   | Thüringisches Uradelsgeschlecht |                               |
| Osterwedde                               | 1303 bis 15. Jh.            | erloschenes niedersächsisches Adelsgeschlecht |                               |
| Osterwyk                                 | ab 1178                     | westfälisches Adelsgeschlecht |                               |
| Osteschau                                | seit 1369                   | aus Preußen stammendes, mährisches Adelsgeschlecht |                               |
| Ostman von der Leye                      | seit 1549                   | westfälisches Geschlecht; 1705 Reichsritter- und erbländisch-österreichischer Adelsstand; 1884 preußische Anerkennung des Freiherrenstandes |                               |
| Ostroróg                                 | 1383–1975                   | erloschene großpolnische Uradelsfamilie; 1782 Legitimation als Grafen |                               |
| Otakare                                  | 10. bis 12. Jh.             | früh- und hochmittelalterliches Grafengeschlecht, das vor allem im Chiemgau, im Traungau und in Karantanien bzw. in der Steiermark ansässig war | –                             |
| Othegraven                               | seit 1375                   | Limburgisches Uradelsgeschlecht |                               |
| Otten                                    | seit 13. Jh.                | westfälisches Adelsgeschlecht |                               |
| Ottenstein                               | 1292–1702                   | erloschenes hessisch-rheinland-pfälzisches Adelsgeschlecht |                               |
| Otterstedt                               | ab 1429                     | brandenburgisches Adelsgeschlecht |                               |
| Otting                                   | 1245–1578                   | erloschenes süddeutsches Ortsadelsgeschlecht |                               |
| Ouren                                    | 1095–1365                   | eiflerisches Adelsgeschlecht auf Burg Ouren im heutigen Ostbelgien |                               |
| Ovelacker                                | 1266–1689                   | erloschenes westfälisches Rittergeschlecht |                               |
| Oven                                     | seit 1591/1791              | westfälisch-preußisches Adelsgeschlecht; 1791 preußisches Adelsanerkennung; 1840 preußischer Adelsstand |                               |
| Overheid                                 | 1299–1680                   | erloschenes bergisches Adelsgeschlecht |                               |
| Ow                                       | seit 1095                   | schwäbisches Adelsgeschlecht; 1681 Reichsfreiherrnstand |                               |
| Owstin                                   | seit 1327                   | vorpommerscher Uradel |                               |
| von der Oye                              | seit 11. Jh.                | niederländisch-belgisch-westfälisches Adelsgeschlecht; ursprünglich Edelherren, im 14. Jh. in den Niederadel abgestiegen |                               |